# 平賀源内 解国新書
『平賀源内 解国新書』（ひらがげんない かいこくしんしょ）は、石ノ森章太郎による漫画。

## 概要
初出は『ビジネスアクション』（双葉社）の1987年8月号から1988年4月号に掲載されたもの。原題は『七つ目小僧 -平賀源内『解国新書』より-』である。

## ストーリー
現代と江戸時代での2つのストーリーが並行する形で描かれている。
- 江戸時代でのストーリーは、1790年代に平賀源内が書したとされる『解国新書』の中のストーリーとなっており、そこでの主人公は平賀源内。
- 現代でのストーリーは、『解国新書』を見つけた山之内によるその解読と、山之内による紅葉への解説となっている。

## 登場人物

### 現代
山之内
本作の主人公。『解国新書』の解読を始める。
紅葉 緑
平賀源内のファンであり、そのために山之内から呼び出される。

### 江戸時代
平賀 源内
本作の主人公であり、『解国新書』の著者。史実では1779年に死んだとされている（生存説もある）が、こちらでは、親交のあった田沼意次が獄死と見せかけてかくまったとされている。
田沼 意次
本作の重要人物。人の才能を見抜く目に長けており、平賀源内を獄中から助ける。

## 解国新書
1790年代に平賀源内が書したとされる書物。平賀源内の視点から描かれた田沼意次の一代記。田沼意次の死後、老中などによって消されつつあった田沼意次の偉業などを残したものとなっており、これにより田沼意次の真意を見ることができる。